# Вііві Луйк
Вііві Луйк (ест. Viivi Luik; *6 листопада 1946, Тенассілма) — естонська поетеса та прозаїкиня.

## Життєпис
Народилася 6 листопада 1946 року в Тенассілма, Естонія в родині Гільди Люїк (Hilda Luik).
Одружена з Яаком Йоерюутом.

## Твори
- 1965 Pilvede püha (поезія)
- 1966 Taevaste tuul (поезія)
- 1968 Hääl (поезія)
- 1968 Lauludemüüja (поезія)
- 1971 Ole kus oled (поезія)
- 1973 Pildi sisse minek (поезія)
- 1974 Leopold (книга для дітей)
  - 1978 російський переклад, Леопольд, Таллінн
- 1974 Salamaja piir (коротка історія)
- 1974 Vaatame, mis Leopold veel räägib (книга для дітей)
- 1975 Põliskevad (поезія)
- 1976 Leopold aitab linnameest (книга для дітей)
- 1977 Luulet 1962—1974 (вибрана поезія)
- 1978 Maapäälsed asjad (поезія)
- 1979 Tubased lapsed (книга для дітей)
  - 1985 російський переклад, Домашние дети, Таллінн
- 1982 Rängast rõõmust (поезія)
- 1984 Kõik lood Leopoldist (книга для дітей)
  - 1984 російський переклад, Все рассказы о Леопольде, Таллінн
- 1985 Seitsmes rahukevad (новела)
  - 1985 російський переклад, Седьмая мирная весна, Таллінн
  - 1986 фінський переклад, Seitsemäs rauhan kevät, Гельсінкі (2-ге видання 1987)
  - 1988 шведський переклад, Den sjunde fredsvaren, Бромма
  - 1988 норвезький переклад, Den sjuande fredsvåren, Осло
  - 1989 український переклад, Сьома весна без війни, Київ
  - 1991 німецький переклад, Der siebte Friedensfrühling, Райнбек
  - 1992 французький переклад, Le septième printemps de la paix
  - 1993 іспанський переклад, La séptima primavera de la paz, Барселона
  - 1995 латвійський переклад, Septītais miera pavasaris, Рига
  - 2008 переклад Гілл Марі, Шӹмшӹ тыр шошым, Цикмä
- 1987 Kolmed tähed (книга для дітей)
- 1991 Ajaloo ilu (novel)
  - 1991 фінський переклад, Historian kauneus, Гельсінкі
  - 1991 данський переклад, Historiens skønhed, Копенгаген
  - 1992 голландський переклад, De schoonheid der geschiedenis, Ляйден
  - 1992 російський переклад, Красота истории
  - 1993 шведський переклад, Historiens förfärande skönhet, Стокгольм
  - 1994 норвезький переклад, Skremmande vakkert, Осло
  - 1995 німецький переклад, Die Schönheit der Geschichte, Райнбек
  - 1995 латвійський переклад, Vēstures skaistums, Рига
  - 1998 ісландський переклад, Tælandi fegurd sögunnar, Рейк'явік
  - 1998 угорський переклад, A történelem szépsége, Будапешт
  - 2001 французький переклад, La beauté de l'histoire, Париж
  - 2005 каталонський переклад , La bellesa de la Història, Барселона
  - 2007 англійський переклад, The beauty of history, Норвіч
  - 2010 албанський переклад, E bukura e historisë, Шкуп
- 1998 Inimese kapike (essaесеїys)
  - 2012 французький переклад, Le petit placard de l'homme, Париж
- 1998 Maa taevas, luulet 1962—1990 (вибрана поезія)
- 2005 Elujoon: valitud luuletused 1962—1997 (вибрана поезія)
- 2006 Aabitsajutud (книга для дітей)
- 2006 Tubased lapsed (поезія)
- 2006 Kõne koolimaja haual: artiklid ja esseed 1998—2006 (збірка статей та есеїв)
- 2006 Kogutud luuletused 1962—1997 (колекційна поезія; 2-ге видання 2011)
- 2010 Varjuteater (новела)
  - 2011 фінський переклад, Varjoteatteri, Гельсінкі
- 2010 Ma olen raamat (з Геді Росма)